# Пепанос, Антониос
Анто́ниос Пе́панос (греч. Αντώνιος Πέπανος; 1866, Патры — ?) — греческий пловец, серебряный призёр летних Олимпийских игр 1896.
Пепанос участвовал только в заплыве на 500 м вольным стилем. В той гонке участвовало только три спортсмена. Победителем стал австриец Пауль Нойман. Пепанос финишировал после него с результатом 9:57,6.